# Agob jezik
Agob jezik (ISO 639-3: kit), papuanski jezik nekad klasificiran transnovogvinejskoj porodici, a sada jedan od 22 južna-centralna papuanska jezika, unutar koje s jezikom idi [idi], čini podskupinu pahoturi. Njime govori 2 440 ljudi (2000 popis) u provinciji Western u Papui Novoj Gvineji.
Ima nekoliko dijalekata: Agob (1 437), Ende (542) i Kawam (457) govornika. Pripadnici etničke grupe (pleme) zovu se Agob, a žive uz rijeku Pahoturi u 13 sela

## Vanjske poveznice
- Ethnologue (14th)
- Ethnologue (15th)